# Cañar (ville)
Pour les articles homonymes, voir Cañar (homonymie).
Cañar est la capitale de la province de Cañar en Équateur, située à 35 km au nord de Cuenca.

## Histoire
Berceau de la tribu des Cañaris, la ville est marquée par son architecture coloniale située sur les pentes des collines Nudo del Azuay, páramos de Curiquingue et Buerán.
On peut y voir les ruines d'un palais des Incas.